# Маун (аэропорт)
Аэропорт Маун (ИАТА: MUB, ИКАО: FBMN) — международный аэропорт, расположенный в городе Маун в северной части Ботсваны.

## Общие сведения
Порт является важной частью местной инфраструктуры и является главным туристическим въездом в дельту Окаванго и в Национальный парк Мореми. Другие популярные туристические места, такие как Чобе и Макгадикгади, находятся в нескольких минутах езды.
Аэропорт Маун находится примерно в 5 км (3,1 миль) от центра города, и до него можно легко добраться на автобусе или такси. Ряд туристических авиакомпаний предлагают чартерные обзорные экскурсии над дельтой Окаванго и её окрестностями.
Есть несколько регулярных ежедневных рейсов в некоторые районы Ботсваны, ЮАР и Намибии.
Аэропорт был недавно реконструирован, строится новая взлётно-посадочная полоса. Существующий терминал мал и устарел, существуют планы на постройку нового терминала.

## Ранняя история 1925—1939
Самолётов здесь ждали с нетерпением, так как они привозили новости из остального мира, письма, медикаменты, продукты, но прежде всего, новых людей для общин.
Первые самолёты здесь приземлились незадолго до начала Второй мировой войны — в начале 1930-х годов, всего лишь 30 лет спустя, или около того, с момента исторического первого полёта братьев Райт в Китти-Хок (Северная Каролина).
В те времена взлётно-посадочная полоса была тем, чем является в настоящее время главная улица Мауна, полоса позже была перенесена из центра города в её текущее местонахождение.
Самые ранние известные полеты над дельтой Окаванго состоялись в июле 1925 года и были частью исследования рек дельты Окаванго с использованием самолетов, базирующихся в Ливингстоне. Были использованы два самолета и оба были производства британской компании Airco типа D.H.9 с порядковыми номерами 142 и 144 Союза Сил Обороны Южной Африки, пилотируемыми капитаном С. В. Мередит и лейтенантом Л. Таскером.

## Аварии
В марте 2000 года самолёт Cessna 414 разбился на своем пути из Габороне в Маун. Пилот и пассажир прошли пешком более 200 километров, прежде чем получили помощь.